# АРИНА (космический эксперимент)
АРИ́НА — российский комплекс научного оборудования, установленного на космический аппарат дистанционного зондирования Земли (ДЗЗ) — «Ресурс-ДК1».
Основной целью данного эксперимента является отработка новых методов прогнозирования землетрясений космическими средствами. Метод основан на регистрации всплесков высокоэнергичных заряженных частиц в околоземном космическом пространстве, появляющихся за несколько часов до предстоящего землетрясения.
Эксперимент подготовлен в Институте космофизики (ИНКОС) Московского инженерно-физического института (НИЯУ МИФИ).
Космический аппарат «Ресурс-ДК1» с научным оборудованием на борту был выведен на орбиту 15 июня 2006 года ракета-носителем Союз-У с космодрома «Байконур».

## Описание эксперимента

### Технические характеристики эксперимента
Эксперимент «АРИНА» осуществляется на низкоорбитальном космическом аппарате «Ресурс-ДК1» со следующими параметрами орбиты: высота в пределах 350—600 км с наклонением 70°.
Научная аппаратура для проведения космического эксперимента «АРИНА», разработанная в ИНКОС представляет собой малогабаритный многослойный (10 слоёв) автоматический сцинтилляционный спектрометр для регистрации всплесков заряженных частиц, установленный в герметичном контейнере космического аппарата.
Спектрометр позволяет регистрировать и идентифицировать электроны (3—30 МэВ) и протоны (30—100 МэВ), а также измерять энергию частиц с погрешностью 10—15 %.
Светосила прибора, определяемая размерами и конфигурацией его детекторов, имеет значение порядка 10 см2·ср.
Толщина слоя вещества в поле зрения спектрометра около 0,5 г/см2.
Масса всего оборудование эксперимента «АРИНА» не превышает 8 килограмм.

### Суть эксперимента
Метод основан на регистрации всплесков высокоэнергичных заряженных частиц — протонов с энергиями 30—100 МэВ и электронов с энергиями 3—30 МэВ и измерению их энергии, что позволяет изучать энергетические спектры и временные профили потоков частиц в околоземном космическом пространстве, появляющихся за несколько часов до предстоящего землетрясения и, таким образом, выступающих как его краткосрочные предвестники.
Благодаря основной ориентации спутника «Ресурс-ДК1», при которой ось спектрометра перпендикулярна плоскости орбиты космического аппарата, и реализуются оптимальные условия для регистрации под радиационным поясом Земли высыпающихся частиц, как вторичного происхождения — атмосферного альбедо, то есть частиц, захваченных геомагнитным полем, так и частиц, приходящих из межпланетного пространства.
Расчетная продолжительность эксперимента как и срок функционирования космического аппарата «Ресурс-ДК1» должны составлять не менее трёх лет.
За три года непрерывных измерений предполагается зарегистрировать порядка 100 сейсмических всплесков. В каждом из них предполагается измерять эволюцию энергетических спектров и их временные профили, что
необходимо для определения местоположение эпицентра предстоящего землетрясения
Предполагается, что широта и долгота эпицентра землетрясения в эксперименте могут быть определены с погрешностью порядка 1—2° или 100—200 км.
Для организации непрерывных измерений, учитывая неоднородность потоков заряженных частиц вдоль орбиты спутника, предусмотрены различные режимы работы аппаратуры и условия накопления информации. При проведении эксперимента передача информации от «Арины» на наземный комплекс «Памелы» (эксперимент PAMELA) будет происходить несколько раз в сутки.
В обработке и анализе научной информации по этому эксперименту примут участие итальянские ученые из Института ядерной физики Университета «Тор Вергата».

### Цели эксперимента
В ходе эксперимента планируется решить следующие научные задачи:
- определить эффективность регистрации всплесков частиц — предвестников землетрясений[5];
- разработать метод разделения сейсмических всплесков частиц и всплесков частиц, имеющих другую физическую природу, в том числе связанных с магнитосферными возмущениями;
- реализовать метод определения географических и пространственных координат эпицентра предстоящего землетрясения по результатам измерений пространственных, временных и энергетических характеристик всплесков частиц[5].

## Результаты эксперимента

### Запуск космического аппарата
15 июня 2006 года в 8:00:00 UTC с пусковой установки № 5 площадки № 1 космодрома Байконур силами Роскосмоса осуществлен пуск ракеты-носителя «Союз-У» (индекс — 11А511У № 096) с российским космическим аппаратом дистанционного зондирования Земли «Ресурс-ДК1». Пуск прошёл в расчетное время.
Кроме основной целевой оптикоэлектронной полезной нагрузки на космическом аппарате «Ресурс-ДК1» была установлена научная аппаратура «Памела» и «Арина».
Через девять минут после старта спутник «Ресурс-ДК1» благополучно отделился от последней ступени носителя и вышел на опорную орбиту с параметрами:
- наклонение — 69,94°;
- высота в перигее — 199,1 км;
- высота в апогее — 368,9 км;
- период обращения — 89,93 мин[9].

Проверка научного оборудования спектрометра «Арина» продолжалась до июля 2006 года. В ходе проверок систем осуществлялась оценка работоспособности прибора, проводились контрольные измерения с целью оценки фоновых условий и выбора режимов предстоящих измерений, а также приём и обработка научной информации на наземном комплексе.

### Регистрация всплесков заряженных частиц геофизической природы
В течение 2006—2007 годов, в ходе непрерывных измерений потоков частиц было обнаружено несколько десятков всплесков частиц разного рода и происхождения. Совместный анализ пространственных и временных распределений зарегистрированных всплесков частиц и данных по солнечным событиям, индексам глобальной геомагнитной активности, геомагнитным пульсациям, геофизическим явлениям. показал, что всплески частиц имели различную природу: солнечно-магнитосферную, сейсмическую, грозовую.
По результатам полученных данных была оценена доля всплесков частиц сейсмической природы (предвестников землетрясений) и она составила 15—20 % среди всех зарегистрированных всплесков.
Также в указанный период измерений в эксперименте «АРИНА» были обнаружены вариации потоков протонов и электронов, связанные с развитием солнечных событий, включая мощные солнечные события в декабре 2006 года. Изучена динамика потоков и энергетических спектров солнечных вспышечных частиц и вторичных частиц во внутренних зонах магнитосферы.
В целом постановщиками эксперимента было отмечено согласующуюся картину в наблюдательных данных, при этом в эксперименте «АРИНА» выявлены и дополнительные особенности, по-видимому, связанные с различиями в орбитах космических аппаратов и в энергетических диапазонах регистрируемых частиц.
Также в эксперименте было определено географическое распределение местоположение зарегистрированных в эксперименте «Арина» всплесков высокоэнергетических частиц. Структура данного распределения практически полностью совпадает с подобными результатами, полученными в ходе ранее проводимых экспериментов, таких как МАРИЯ-2, ГАММА-1 и SAMPEX/PET.

### Регистрация солнечно-магнитосферных событий
Кроме основной задачи в эксперименте «Арина» проводились изучения вариаций потоков электронов и протонов приходящих из межпланетного пространства.
В ходе эксперимента было обнаружено несколько возрастаний потоков частиц, связанных с развитием солнечных событий. Наиболее яркие вариации интенсивности были измерены в декабре 2006 года, после серии мощных солнечных вспышек.
В рамках эксперимента было выполнено сравнение полученных данных с результатами измерений временных и энергетических характеристик потоков протонов и электронов в других космических экспериментах: GOES, POES, PAMELA, ВСПЛЕСК.

### Результаты эксперимента
Согласно результатам эксперимента, полученные данные предоставляют возможность использовать спектрометры по регистрации всплесков частиц для дистанционной диагностики локальных магнитосферных и геофизических возмущений, включая сейсмические колебания земной коры.
Эксперимент показывает, что если спектрометром на космическом аппарате был зарегистрирован всплеск частиц высоких энергий, то существует возможность определить географическое местоположение локального возмущения радиационного пояса.В случае сейсмического возмущения, возникшего в процессе подготовки землетрясения таким образом возможно определить местоположение очага предстоящего землетрясения.

### Текущие состояние
Состоянием на начало 2013 года спутник «Ресурс-ДК1» продолжает свою работу. Все системы работают в штатном режиме.
В ходе эксперимента зарегистрировано около 200 всплесков электронов с энергиями в диапазоне 3—20 МэВ. Набранная статистика позволила впервые детально изучить пространственные и временные характеристики всплесков частиц, и провести корреляционный анализ между всплесками частиц и солнечно-магнитосферными и геофизическими явлениями. В результате были получены следующие результаты:
- Обнаружено, что наряду со вспл:
- Выявлены особенности в географических распределениях всплесков частиц, показывающие, что около 70 % таких всплесков связаны с молниевыми разрядами и расположены над зонами повышенной грозовой активности.есками частиц, наблюдаемыми на различных долготах возмущенных дрейфовых L-оболочек, есть всплески частиц, группирующиеся вдоль линий тектонических разломов. Показано, что около 20 % всплесков частиц в общем числе зарегистрированных всплесков могут иметь сейсмическую природу, при этом они локализованы на дрейфовых L-оболочках землетрясений и предшествуют за несколько часов землетрясениям с магнитудой более 4. Оценена вероятность регистрации сейсмического всплеска частиц в спутниковых измерениях и показано, что она близка к 100 % при магнитуде землетрясения более 7 и резко убывает почти на два порядка при магнитуде 4.
- Обнаружено значительное увеличение числа событий — всплесков интенсивности высокоэнергичных электронов в магнитосфере Земли непосредственно над районом Японии, связанных с резким возрастанием сейсмической активности в этой зоне в марте 2011 года.
- Разработан подход к использованию всплесков высокоэнергичных частиц для дистанционной диагностики локальных магнитосферных и геофизических возмущений, включая сейсмические, основанный на измерении характеристик всплесков частиц[13].
- Обнаружено, что наряду со вспл.

Подобная научная аппаратура (эксперимент «ВСПЛЕСК») установлена на Международной космической станции. Проведение коррелированных измерений потоков частиц на двух космических аппаратах даст новые возможности в изучении природы всплесков высокоэнергичных частиц, повысит надежность получаемых результатов в будущем.

## Статьи
- Копик А. Долгожданный «Ресурс-ДК1» // Новости космонавтики : журнал. — ФГУП ЦНИИмаш, 2006. — Т. 16, № 8/283. — С. 4—5. — ISSN 1561-1078.
- Бакалдин А. В., Батищев А. Г., Воронов С. А., Гальпер А. М., Гришанцева Л. А., Колдашов С. В., Наумов П. Ю., Чесноков В. Ю., Шилов В. А. Спутниковый эксперимент «Арина» по изучению солнечно-магнитосферных и геофизических эффектов в потоках высокоэнергичных частиц в околоземном пространстве // Космические исследования : журнал. — 2007. — Т. 45, № 5. — С. 471—474. — ISSN 0023-4206.
- Бакалдин А. В., Батищев А. Г., Воронов С. А., Гальпер А. М., Гришанцева Л. А., Колдашов С. В., Наумов П. Ю., Чесноков В. Ю., Шилов В. А. Эксперимент «АРИНА» по регистрации космических предвестников землетрясений на борту ИСЗ «РЕСУРС-ДК1 №1» // Известия Российской академии наук. Серия физическая : журнал. — 2005. — № 6. — С. 918—920.. — ISSN 0367-6765.
- Александрин С. Ю., Бакалдин А. В., Батищев А. Г., Бжеумихова М. А., Воронов С. А., Гальпер А. М., Гришанцева Л. А., Колдашов С. В., Наумов П. Ю., Чесноков В. Ю., Шаронова Н. Д., Шилов В. А. Наблюдение солнечно-магнитосферных и геофизических эффектов в потоках электронов и протонов в спутниковом эксперименте «Арина» // Известия Российской академии наук. Серия физическая : журнал. — 2009. — Т. 73, № 3. — С. 379—381. — ISSN 0367-6765.
- Galper A.M., Koldashov S. V., Ulitin A. A. Local perturbations of the Earth’s radiation belt during the seismic event development in Japan on March 11, 2011 (англ.) // Bulletin of the Lebedev Physics Institute : журнал. — 2009. — Vol. 38, no. 7. — P. 209—214. — ISSN 1068-3356. — doi:10.3103/S1068335611070050.